# Elaphoidella mabelae
Elaphoidella mabelae is een eenoogkreeftjessoort uit de familie van de Canthocamptidae. De wetenschappelijke naam van de soort is voor het eerst geldig gepubliceerd in 1991 door Galassi & Pesce.